# Gare de Saint-Pierre-Laval
La gare de Saint-Pierre-Laval est une halte ferroviaire française, fermée, de la ligne de Moret - Veneux-les-Sablons à Lyon-Perrache. Elle est située au passage à niveau PN 176, sur la route D207, au sud du bourg centre de Saint-Pierre-Laval, dans le département de l'Allier, en région Auvergne-Rhône-Alpes.

## Situation ferroviaire
Établie à 400 mètres d'altitude, la halte fermée de Saint-Pierre-Lavalt est située au passage à niveau (PN) 176, au point kilométrique (PK) 385,140 de la ligne de Moret - Veneux-les-Sablons à Lyon-Perrache entre les gares ouvertes de Saint-Germain-des-Fossés (s'intercalent les gares fermées : de Saint-Gérand-le-Puy - Magnet, de Lapalisse - Saint-Prix, et d'Arfeuilles - Le Breuil) et Roanne (s'intercalent les gares fermées : de Saint-Martin - Sail-les-Bains, de La Pacaudière et de Saint-Germain-Lespinasse). Elle est également située peu avant le tunnel de Saint-Martin-d'Estréaux.

## Patrimoine ferroviaire
L'ancien bâtiment voyageurs est toujours présent.